# 효공인황후

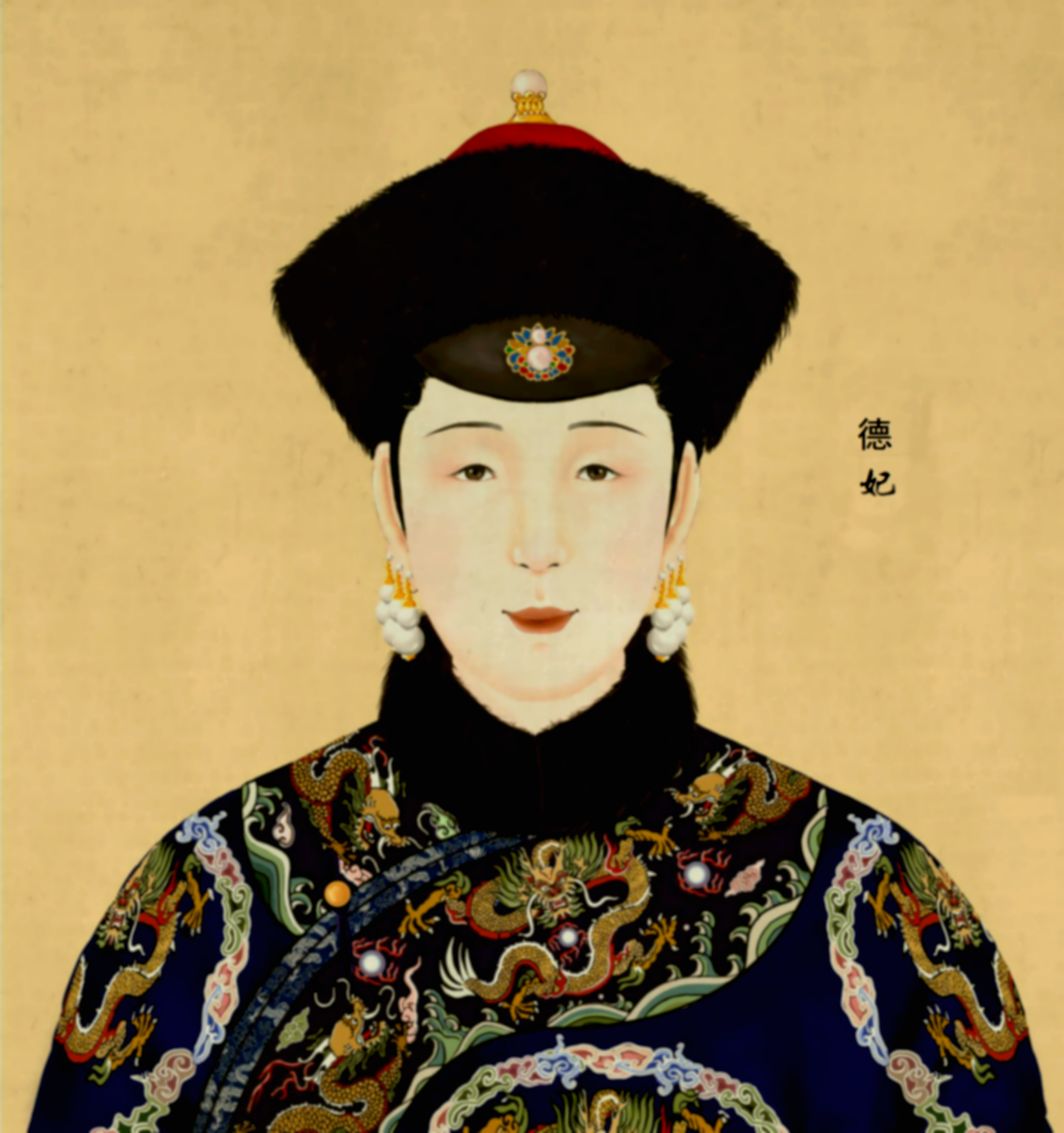
덕비 시절

효공인황후(孝恭仁皇后, 만주어: ᡥᡳᠶᠣᠣᡧᡠᠩᡤᠠ
ᡤᡠᠩᠨᡝᠴᡠᡴᡝ
ᡤᠣᠰᡳᠨ
ᡥᡡᠸᠠᠩᡥᡝᠣ Hiyoošungga Gungnecuke Hosin Hūwangheo, 순치(順治) 17년 3월 19일(1660년 4월 28일) ~ 옹정(雍正) 원년 5월 23일(1723년 6월 25일))는 청나라 강희제의 추존 황후이자 서후(庶后)로, 옹정제의 생모이다. 시호는 효공선혜온숙정유자순흠목찬천승성인황후(孝恭宣惠溫肅定裕慈純欽穆贊天承聖仁皇后)이다. 만주정황기 우야 하라 출신이다.

## 생애
1등 공신에 봉해진 정3품 무직경관 호군참령 위무(威武, 자금성 궁중 호위병들의 수장)의 딸이다. 1678년(강희 17년) 음력 10월에 훗날의 옹정제가 되는 윤진(胤禛)을 낳았으며, 이듬해인 1679년(강희 18년)에 덕빈(德嬪)에, 1681년(강희 20년)에 덕비(德妃)에 진봉되었다. 아들인 윤진이 황위에 오른 후 황태후에 진봉되어 인수황태후(仁壽皇太后)라는 휘호를 받고 거처를 영화궁(永和宮)으로 옮겼으나, 이듬해인 1723년(옹정 원년) 음력 5월 23일 64세를 일기로 붕어하였다. 자신의 친아들이었던 옹정제가 자신의 또 다른 친아들이자 동복형제인 14황자를 정적으로 배척하여 죽을 때까지 옹정제와는 사이가 좋지 못했다. 같은 해 음력 9월에 강희제의 경릉(景陵)에 합장되고 태묘에 부묘되었으며, 아들인 옹정제에 의해 효공인황후(孝恭仁皇后)로 추봉되었다.

## 자녀
그녀는 강희제와의 사이에서 3남 3녀를 낳았으나, 윤진과 윤제, 고륜온헌공주를 제외한 나머지 1남 2녀는 일찍 요절하였다.
- 제4황자 : 청나라 제5대 황제 세종 옹정제 윤진(世宗 雍正帝, 胤禛, 1678년~1735년, 재위:1722년~1735년)
- 제6황자 : 애신각라 윤조(愛新覺羅胤祚, 1680년~1685년)
- 제14황자 : 순근군왕 애신각라 윤제(恂勤郡王 愛新覺羅胤禵, 1688년~1756년) - 초명은 윤정(胤禎)이었으나, 옹정제 즉위 후 윤제(允禵)로 개명
- 제7황녀 : 이름이 남아있지 않음. (1682년 ~ 1682년)
- 제9황녀 : 고륜온헌공주(固倫溫憲公主, 1683년 ~ 1702년) - 동국유(佟國維)의 손자이자 효의인황후의 조카인 동가 순안안(佟佳 舜安顏)에게 하가
- 제12황녀 : 이름이 남아있지 않음. (1686년~1697년)

| 전임 효의인황후 | 청나라의 황후 사후 시호 | 후임 효경헌황후 |

| 전임 효강장황후 | 청나라의 황태후 1722년 12월 27일 ~ 1723년 6월 25일 | 후임 효성헌황후 |

## 같이 보기
- 입팔분공